# Geelkoptangare
De geelkoptangare (Tangara xanthocephala) is een Zuid-Amerikaanse zangvogel uit de familie Thraupidae (tangaren). De soort werd in 1844 door Johann Jakob von Tschudi geldig beschreven als Callospiza xanthocephala.

## Verspreiding en ecologie
De geelkoptangare is een standvogel in de subtropische zone van de Andes, op 1300 tot 2600 meter boven zeeniveau. Zijn belangrijkste leefgebieden zijn nevelwouden, maar hij is ook te vinden in bosranden en secundair bos en bij uitzondering in vochtige laaglanden. Hij heeft een voorkeur voor gebied met bemoste bomen en komt voor in Bolivia, Colombia, Ecuador, Peru en Venezuela. De generatieduur is 4,9 jaar. De geelkoptangare eet voornamelijk fruit, maar ook insecten die hij uit het mos trekt.

## Relatie tot de mens
De vogels worden niet gegeten. Ook worden ze in hun leefgebied niet als huisdier of siervogel gehouden, maar er is wel internationale handel in.

## Ondersoorten
De soort telt drie ondersoorten:
- T. x. venusta (Sclater, PL, 1855): van westelijk Venezuela en Colombia tot centraal Peru.
- T. x. xanthocephala (Tschudi, 1844): het oostelijke deel van Centraal-Peru.
- T. x. lamprotis (Sclater, PL, 1851): van zuidoostelijk Peru tot westelijk en centraal Bolivia.

## Status
Het is een redelijk algemeen voorkomende vogel, hoewel de populaties afnemen, mogelijk door habitatverlies. Deze achteruitgang is niet verontrustend en daarom is de vogel in 2016 aangemerkt als niet bedreigd; anno 2022 is dit de meest recente evaluatie.

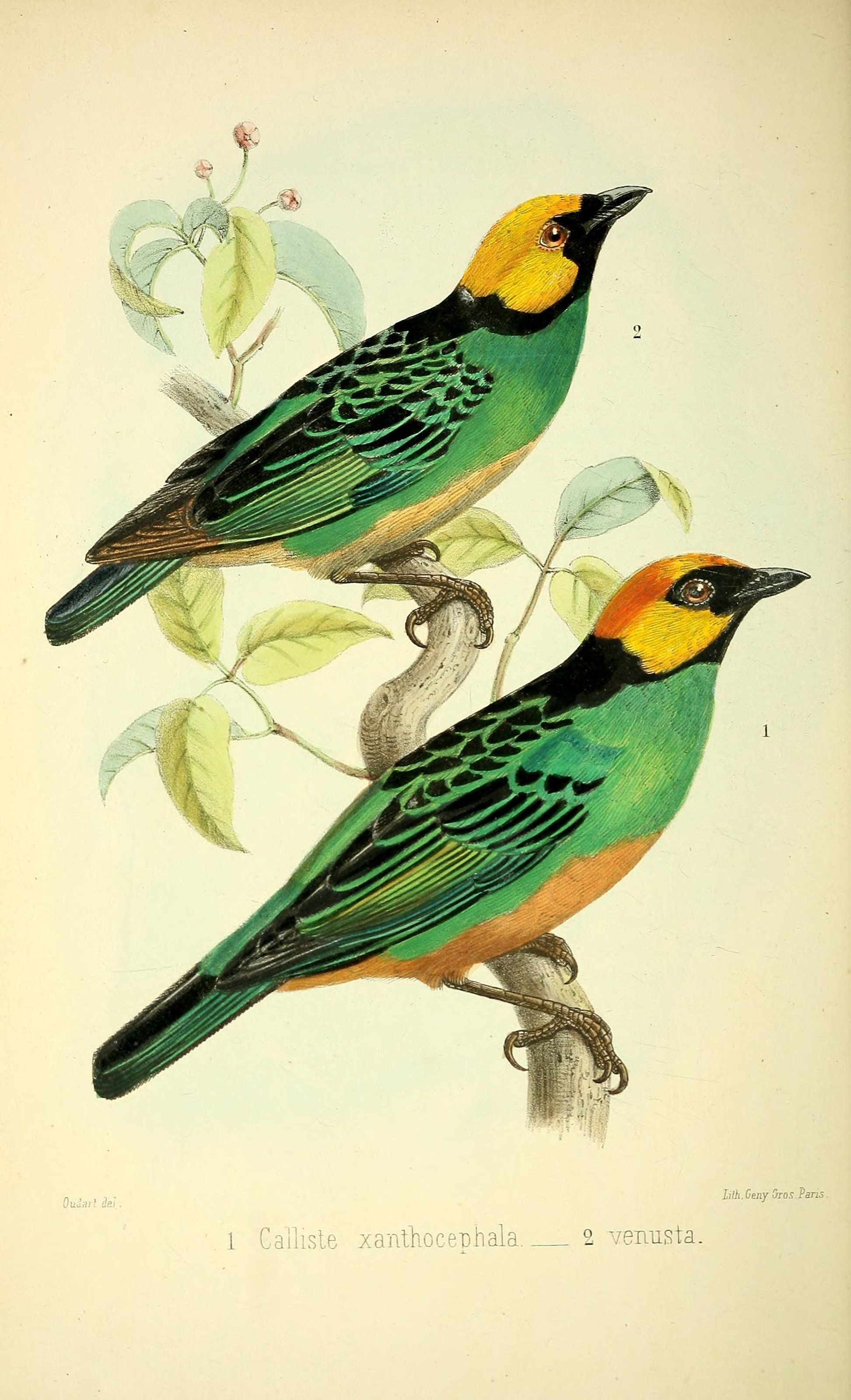
Twee ondersoorten: xanthocephala (onder) en venusta